# Субакаево
Субакаево (баш. Сыбакай) — деревня в Иглинском районе Башкортостана, входит в состав Балтийского сельсовета.

## Население
| 2002 | 2009 | 2010 |
| ---- | ---- | ---- |
| 229  | ↗273 | ↘250 |

Согласно переписи 2002 года, преобладающая национальность — башкиры (89 %).

## Географическое положение
Расстояние до:
- районного центра (Иглино): 6 км,
- центра сельсовета (Балтика): 7 км,
- ближайшей ж/д станции (Иглино): 6 км.

## Религия
В деревне есть мечеть.